# Graphogonalia concava
Graphogonalia concava är en insektsart som beskrevs av Young 1977. Graphogonalia concava ingår i släktet Graphogonalia och familjen dvärgstritar. Inga underarter finns listade i Catalogue of Life.